# John Sherman Cooper
Pour les articles homonymes, voir Cooper.
John Sherman Cooper, né le 23 août 1901 à Somerset et mort le 21 février 1991 à Washington, est un homme politique, juriste et diplomate de l'État américain du Kentucky.

## Biographie
Il sert trois mandats partiels et non consécutifs au Sénat des États-Unis avant d'être élu deux mandats complets en 1960 et 1966.
Il sert également comme ambassadeur américain en Inde de 1955 à 1956 et ambassadeur américain en Allemagne de l'Est de 1974 à 1976.
Il fait partie de la Commission Warren.